# Ewagriusz Scholastyk
Ewagriusz Scholastyk (ur. ok. 532/537, zm. ok. 594) – prawnik z Antiochii nad Orontesem (Syria).
Napisał Historię Kościoła w 6 księgach obejmującą l. 428-594. Skupia się w niej na wschodnich prowincjach Cesarstwa Wschodniorzymskiego; tereny dawnego Cesarstwa Zachodniorzymskiego rzadko go interesują. W pracy opierał się na własnych doświadczeniach, relacjach świadków, dokumentach (konstytucje cesarskie, akty synodów i soborów, listy) i pracach historyków (kroniki Zachariasza z Metyleny i Jana Malali, Priskosa, Wojny Prokopiusza z Cezarei).
Walorem jego dzieła są zamieszczone dokumenty pisane ręką nestorian i monofizytów, z których niewiele się zachowało (np. Listy Nestoriusza).